# Юда Галілеянин
Юда Галіле́янин (Єгуда бен Хізкія; Юда з Гамали) — галілейський повстанець, засновник «філософської школи», виходець із міста Гамла (Гамала).
У Йосипа Флавія Юду названо «софістес», тобто «вчений».

## Життєпис
Син Хізкії (бен Хізкія). Батько був лідером бунтівників, його стратили за указом Ірода Великого. Після смерті Ірода Юда зібрав натовп і захопив царський арсенал у місті Сепфоріс (ЮС кн. 17, гл. 10:5). Потім його підтримали місцеві фарисеї на чолі з Саддуком, які протестували проти перепису, який зробив римський прокуратор Квіріній. Повстання було придушено, а самого Юду — вбито.

### Нащадки
- Синів Юди Галілеянина, Якова і Симона, розп'яв 46 року Тіберій Олександр; інший син, Менахем бен Юда[en], став ватажком сикаріїв і під час Юдейської війни захопив на короткий час Єрусалим[3]. За гіпотезою Робера Амбелена[fr] Ісус Христос був старшим сином Юди Галілеянина[4].
- Онук Юди, Елазар бен Яір[cs], керував обороною Масади.

## Біблійні згадки
У новозавітній книзі «Діяння святих апостолів» Юду Галілеянина згадав фарисей і законовчитель Гамаліїл:
Під час перепису з'явився Юда Галілеянин і потяг за собою досить народу; але він загинув, і всі, хто слухався його, розсипалися. (Дії 5:37)